# Albelda
Albelda é um município da Espanha na província de Huesca, comunidade autónoma de Aragão, de área 52,04 km² com população de 877 habitantes (2004) e densidade populacional de 16,85 hab/km².

## Demografia
| Variação demográfica do município entre 1991 e 2004 | Variação demográfica do município entre 1991 e 2004 | Variação demográfica do município entre 1991 e 2004 | Variação demográfica do município entre 1991 e 2004 |
| --------------------------------------------------- | --------------------------------------------------- | --------------------------------------------------- | --------------------------------------------------- |
| 1991                                                | 1996                                                | 2001                                                | 2004                                                |
| 1023                                                | 975                                                 | 926                                                 | 877                                                 |